# Teatr Baj Pomorski w Toruniu

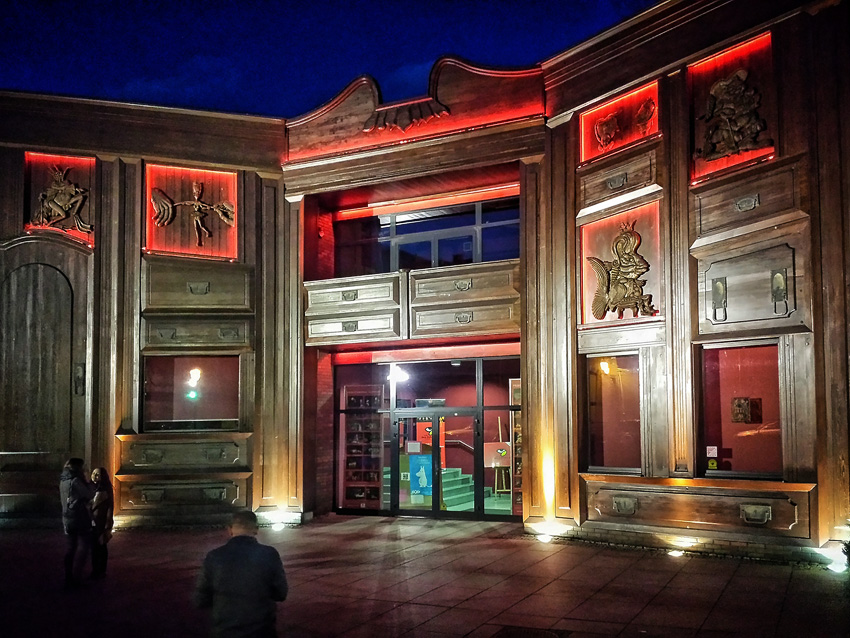
Fasada budynku nocą

Teatr Baj Pomorski w Toruniu – teatr lalek, działający od 1946 roku w Toruniu. Mieści się przy ul. Piernikarskiej 9. W swojej działalności koncentruje się przede wszystkim na sztukach przeznaczonych dla dzieci, wykorzystując nie tylko lalki, lecz także sztukę animacji, najnowsze techniki multimedialne i tradycyjną grę aktorską.

## Historia

### Lata 1945–1960
Teatr Baj Pomorski zawdzięcza swoje narodziny Irenie Pikiel-Samorewiczowej – artystce malarce, która w kwietniu 1945 roku jako repatriantka z Wilna przybyła do Bydgoszczy wraz z dokumentem z Ministerstwa Kultury i Sztuki z dnia 1 kwietnia 1945 roku upoważniającym ją do zorganizowania pierwszego na Pomorzu teatru lalek. Miał to być młodszy brat warszawskiego Teatru Baj, stąd nazwano go Bajem Pomorskim. W Bydgoszczy teatr otrzymał salę Rzeźni Miejskiej, gdzie w czasie okupacji mieścił się niemiecki teatr marionetkowy. 28 października 1945 roku odbyła się pierwsza premiera dla dzieci – O krawczyku-wędrowniku Ewy Szelburg-Zarembiny. Warunki bydgoskiej sceny nie odpowiadały jednak potrzebom młodego teatru lalkowego. Stąd też I. Pikiel bardzo chętnie przyjęła propozycję przeniesienia siedziby Baja Pomorskiego do Torunia. Już w kwietniu (1946 rok) teatr otrzymał budynek przy ul. Piernikarskiej 9, który w okresie wojny należał do niemieckiego Teatru Zamkowego. W tym miejscu, pięknie położonym nieopodal ruin średniowiecznego zamku krzyżackiego, Teatr działa do dziś, czyli już ponad sześćdziesiąt lat.
Pierwszymi aktorami Baja Pomorskiego byli studenci Uniwersytetu Mikołaja Kopernika, którzy pod okiem doświadczonych aktorów i reżyserów odbyli warsztaty teatralne i poznali tajniki animacji lalek. Warunki pracy nie były łatwe. Teatr dysponował skromnym sprzętem, prowadzono intensywną działalność objazdową nie tylko na Pomorzu, ale niemal po całej Polsce. Ale Baj Pomorski zaczął mieć już pierwsze sukcesy. W 1947 roku dyrektorem artystycznym Teatru została Joanna Piekarska, artysta plastyk i reżyser. Zrealizowane przez nią przedstawienie Dom kotki zdobyło III nagrodę na I Festiwalu Sztuk Rosyjskich i Radzieckich w Warszawie w 1950 roku Sukces ten oraz aktywna działalność Teatru przyczyniły się do upaństwowienia toruńskiej sceny lalkowej. W tamtym czasie oznaczało to z jednej strony stabilizację finansową instytucji, z drugiej jednak kres pewnej swobody twórczej charakterystycznej dla pionierskich działań – odtąd bowiem konsekwentnie trzeba było przestrzegać obowiązujących w polityce kulturalnej reguł w doborze sztuk i planowaniu.

### 1960–1990
Czasy artystycznego dojrzewania Baja Pomorskiego przypadły na lata 50. XX w. Ówczesny dyrektor, Stanisław Stapf, przyczynił się do modernizacji Teatru, tak iż stał się jedną z najlepiej wyposażonych scen w Polsce, zrealizował pierwszą w dziejach tej sceny premierę dla dorosłych – była to polska prapremiera lalkowa Snu nocy letniej Williama Szekspira, powołał w Toruniu Festiwal Teatrów Lalek Polski Północnej, pierwszą tego typu imprezę na Pomorzu.
Lata 60. i dyrekcja Leszka Śmigielskiego przyniosły zmianę profilu Baja Pomorskiego z tradycyjnej sceny lalkowej na teatr poszukujący nowych form wyrazu i otwarty na życie artystyczne Torunia. Właśnie w tym okresie zrealizowano najwięcej prapremier w dziejach Teatru, powstały ambitne spektakle inspirowane tradycją teatru ludowego i nowatorskie inscenizacje współczesnych tekstów autorstwa regionalnych pisarzy. Powołany wtedy Klub Środowisk Twórczych Azyl był zjawiskiem artystycznym niepowtarzalnym w całej Polsce i sprawił, że Baj Pomorski stał się centrum życia kulturalnego i miejscem wielu teatralnych inicjatyw.
Tadeuszowi Petrykowskiemu teatr zawdzięcza ożywienie współpracy z zagranicznymi zespołami teatralnymi, m.in. z Czech i Rumunii i szerszą obecność na polskich festiwalach teatrów lalkowych. Konrad Szachnowski zapisał się w dziejach Baja współczesnym pomysłem na inscenizacje teatralnej klasyki. Jego prapremiera lalkowa Celestyny według Fernando de Rojasa przeszła do historii polskiego teatru lalkowego ze względu na wykorzystanie niezwykle nośnego teatralnie pomysłu nadmarionety i teatru jarmarcznego. Osiem lat dyrekcji A. Słocińskiego zaowocowało rozwojem programów edukacji teatralnej dla dzieci, ponadto teatr zaczął być obecny na festiwalach międzynarodowych i zacieśniona została współpraca z teatrami niemieckimi (głównie w Getyndze – mieście partnerskim Torunia) oraz czeskimi. Kolejne dyrekcje, Krzysztofa Arciszewskiego oraz Olejnika, można uznać za kontynuacje wcześniej już ukształtowanego profilu teatru. Ważną zmianą tego czasu było przekształcenie Teatru w instytucję miejską finansowaną przez Urząd Miasta Torunia i zmiana nazwy teatru z Państwowego Teatru Lalki i Aktora Baj Pomorski na Teatr Baj Pomorski.

### Po 1990
Dalszy rozwój Baja Pomorskiego nastąpił w okresie dyrekcji Cz. Sieńko. Przypadła ona na czas stabilizacji demokracji w Polsce, zmian strukturalnych w systemie władzy oraz przemian ekonomicznych, społecznych i kulturalnych. Do repertuaru weszły inscenizacje dotąd nieobecnych najciekawszych powieści dla dzieci i młodzieży, Teatr podjął pierwsze kroki, aby promować nową europejską literaturę dla dzieci, nowatorskie propozycje scenograficzne uczyły odbioru opartego na współuczestnictwie w przedstawieniu, po raz pierwszy w historii Baja Pomorskiego spektakle otrzymały tak wiele nagród i wyróżnień. W 1994 roku Sieńko powołał Toruńskie Spotkania Teatrów Lalek. W 1999 roku przekształciły się one w Międzynarodowe Toruńskie Spotkania Teatrów Lalek i do dziś stanowią jeden z największych festiwali sztuki animacji w Polsce. Festiwal odbywa się rokrocznie w październiku. W ciągu tygodnia konkursowych konfrontacji prezentowane są teatry z całego świata, mistrzowie lalkarstwa, twórcy kultywujący tradycję teatru lalkowego, zespoły poszukujące i eksperymentujące w materii szeroko rozumianego teatru animacji. Do chwili obecnej odbyło się 13 edycji festiwalu, które potwierdziły jego rangę na mapie polskich i międzynarodowych wydarzeń teatralnych.
Obecny dyrektor Baja Pomorskiego, Zbigniew Lisowski, czyni z toruńskiej sceny lalkowej teatr otwarty, żywo reagujący na potrzeby miasta i trendy współczesności, który przeznaczony jest dla dzieci i młodzieży, ale też wychodzi ku studentom i widzom dorosłym. W latach 2005–2006 nadzorował on rozbudowę i modernizację Baja Pomorskiego finansowaną ze środków Unii Europejskiej oraz budżetu państwa. W jej wyniku Baj Pomorski przekształcił się w jeden z najciekawszych architektonicznie i najbardziej nowoczesnych budynków teatralnych w Polsce. Teatrowi nadany został charakter magicznej szafy teatralnej, która dla mieszkańców Torunia i regionu oraz turystów może być niezwykłym miejscem obcowania z tajemnicą teatru i zarazem pięknem architektury zawartej w kompleksie Starego i Nowego Miasta.

## Rozbudowa Teatru
Projekt architektoniczny nowego Baja Pomorskiego opracowała toruńska firma Ambit. Projektanci, Elżbieta i Mateusz Grochoccy, w porozumieniu z dyrektorem teatru, Zbigniewem Lisowskim, wpisali zmieniony wizerunek teatru w architekturę gotyckiej Starówki, ale równocześnie zastosowali nowoczesne rozwiązania (m.in. szkło, beton strukturalny), które czynią z nowego teatru miejsce otwarte na wyzwania współczesności i przyszłości. Najciekawszym fragmentem projektu stał się oryginalny front teatru pomyślany jako wielka drewniana szafa z rzeźbami bajkowych postaci, który powstał we współpracy z czeskim scenografem teatralnym od lat zaprzyjaźnionym z Bajem Pomorskim, Pavlem Hubičką. Innowacyjna, bo dotąd niepraktykowana przy tego typu obiektach, współpraca architektów, scenografa i dyrektora teatru, zaowocowała niespotykaną w żadnym innym budynku scenicznym w Polsce teatralnością wyglądu nowego Baja Pomorskiego. Teatr zadziwia widzów na każdym kroku rzeźbami i płaskorzeźbami, ręcznie wykonanymi meblami, oprawą plastyczną i kolorystyką wnętrz.
1 sierpnia 2005 roku ruszyły prace budowlane na terenie istniejącego budynku Baja Pomorskiego. Głównym Inwestorem był Urząd Miasta Torunia, wykonawcą – Toruńska Firma Budtech. Teatr Baj Pomorski jako użytkownik uczestniczył w fazie projektowej i wykonawczej w roli konsultanta, co przyczyniło się do sprawnej realizacji projektu. Teatr uzyskał grunty przylegające do dotychczasowej siedziby, dzięki czemu powierzchnia terenu zwiększyła się z 4288 m² na 8624 m². Powierzchnia użytkowa teatru wzrosła niemal dwukrotnie, do 4032 m².
Remont i modernizacja zmieniły bryłę dotychczasowego budynku Baja Pomorskiego. Oprócz nowej fasady, teatr zyskał przeszklone, szerokie foyer z kominkiem, bufetem i pięknym widokiem na Starówkę, nowe wejście od strony fosy zamkowej w postaci małej szafy, szerokie klatki schodowe, w tym jedna z windą dla osób niepełnosprawnych, salę konferencyjną, trzy przestronne garderoby, kawiarnię. Całkowicie zmieniony został układ pomieszczeń biurowych. Nowa część teatru powstała na tyłach głównego budynku. Znalazły się w niej nowoczesne pracownie teatralne (plastyczne, krawieckie, konstruktorskie, stolarnia), pokoje gościnne, magazyny dekoracji lekkich i ciężkich, kostiumernia, pralnia z suszarnią. Pod całą powierzchnią powstał garaż podziemny na 26 stanowisk.
Modernizacja dwóch istniejących sal teatralnych objęła poprawienie przestrzeni dla widowni, pogłębienie scen, wyposażenie w nowoczesny sprzęt techniczny i elektroakustyczny oraz założenie klimatyzacji. W wyniku przeprowadzonych prac na dużej sali teatralnej mogą teraz zasiąść 304 osoby (wcześniej – 270). Małą salę teatralną przeznaczoną na 120 miejsc wyposażono w nowe fotele, które umożliwiają swobodne kształtowanie przestrzeni teatralnej. Wśród najnowszego wyposażenia scen znalazły się m.in.: nowej generacji konsolety do sterowania oświetleniem i dźwiękiem, projektory multimedialne, ruchome głowice-reflektory typu Wash, nowoczesny system nagłośnienia wyrównany liniowo, który zapewnia bardzo wysoką jakość dźwięku w całej sali teatralnej. Na dużej scenie został odtworzony orkiestron.
Prace przeprowadzone wokół teatru pozwoliły na wydzielenie w przestrzeni teatralnego ogrodu niewielkiego amfiteatru do przedstawień plenerowych na 120 osób. Udało się przywrócić teatralnemu ogrodowi fontannę. Umieszczono w niej figurę tancerki identyczną ze statuetką przyznawaną na Międzynarodowych Toruńskich Spotkaniach Teatrów Lalek jako nagroda za najlepszą rolę damską. Z przodu i boku teatru wybudowano parkingi na 56 stanowisk.
Urodę budynku i całego kompleksu wokół teatru nocą eksponuje kolorowa iluminacja sterowana komputerowo. Cały budynek jest monitorowany.
Wartość całkowita inwestycji w Teatrze Baj Pomorski wyniosła 13 mln złotych. Na koszty kwalifikowane ze środków Gminy Miasta Toruń przeznaczono 7,7 mln zł, 35% tej kwoty pozyskano z Unii Europejskiej w ramach Zintegrowanego Programu Operacyjnego Rozwoju Regionalnego, a 10% – z budżetu państwa.
Projekt architektoniczny Baja Pomorskiego zyskał bardzo duże uznanie w środowisku architektów i artystów. Złote Karety – pierwsza nagroda przyznana projektantom przez lokalną gazetę Nowości – okazała się początkiem serii wyróżnień. W kwietniu 2007 roku projekt architektoniczny Baja Pomorskiego został nominowany do Nagrody TVP Kultura w kategorii „Kultura dla Dzieci i Młodzieży”. W czerwcu Baj Pomorski został uznany za Obiekt Roku miasta Torunia w kategorii modernizacje i rewitalizacje istniejących budynków.

## Dyrektorzy
- Irena Pikiel-Samorewiczowa[1]
- Joanna Piekarska[1]
- Stanisław Stapf (1950–1960)[1]
- Leszek Śmigielski (1960–1972)[1]
- Tadeusz Petrykowski (1972–1979) – zatrudniony jako kierownik artystyczny - w tym czasie dyrektorami naczelnymi byli: Eugeniusz Synak (1972-1976) oraz Karol Mroziński (1976-1979)[1]
- Konrad Szachnowski (1979)[1]
- Antoni Słociński (1980–1988)[1]
- Krzysztof Arciszewski (1988–1992)[1]
- Wojciech Olejnik (1992–1993)[1]
- Czesław Sieńko (1993–2003)[1]
- Zbigniew Lisowski (od 1 sierpnia 2003)[1]

## Nagrody i wyróżnienia
- 2006 – „Obiekt Roku”[2]